# Mezuză

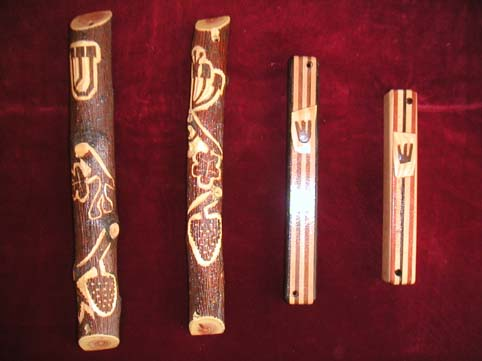
Cutii de mezuza. Se vede înscrisă pe ele litera Shin, prescurtare a unuia din numele lui Dumnezeu -Shadday sau Shomer daltot Israel, păzitorul ușilor lui Israel

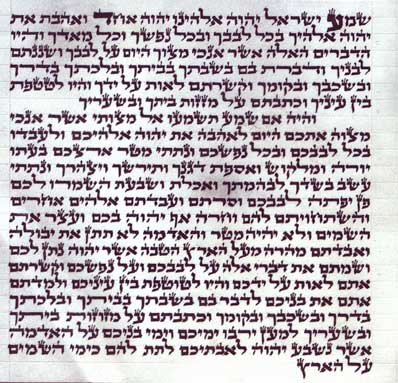
Pergamentul adăpostit de cutia mezuzei, conținând pasajele din Deuterenom

Mezuzá sau „ușor” ori „uscior”, „mezuză” (în ebraică veche :מזוזה - mezuzá, „uscior”, „ușor” sau „tocul” ușii la plural:mezuzot, românește - mezuze) este un obiect de cult iudaic, așezat pe ușorul sau tocul din dreapta al ușii la intrarea unei camere sau locuințe. În iudaismul rabinic, este o cutie de forma cilindrică conținând un pergament pe care sunt scrise după reguli caligrafice speciale în limba ebraică două pasaje biblice.
Mezuza se fixează la intrarea în încăperi de locuit sau de uz permanent, inclusiv în bucătărie, salon, dormitoare, cu excepția veceurilor și debaralelor.
Mezuza se punea pe vremuri și la poarta de intrare în localități.
Pasajele biblice pe care le conține mezuza sunt pericopa „Shmá Israél” (Ascultă, Israele!) și pericopa „Vehayá im shamóa” (De veți asculta), ambele din Cartea Deuteronomului. Acestea fac parte si din cele 4 texte incluse în filacterii (tefilin).
Foaia de pergament (în ebraică „klaf”) este preparată de un scrib autorizat („sofer stam”), care a făcut un curs îndelungat de caligrafie meticuloasă. El scrie versetele cu o pană specială cu ajutorul unei cerneli negre indelibile. Pergamentul este apoi răsucit și introdus în cutia mezuzei.
Pe spatele mezuzei - pe cutie sau pe pergamentul vizibil printr-o deschizătură,
este înscris cuvântul Shadai, unul din numele lui Dumnezeu, menționat în Psalmul 91,1  ("La umbra lui Sadai el se va adaposti") și care este interpretat  în acest caz și ca o prescurtare a cuvintelor „Păzitor al ușilor lui Israel” 

## Denumirea
În ebraica biblică mezuza era fiecare ușor sau uscior al unei uși sau porți de intrare într-o casă sau cameră, de la prag (inferior) la buiandrug (superior).
În Cartea Ieșirii în relatarea exodului israeliților, se precizează ca in timpul Plăgii noilor născuti, israeliții și-au însemnat porțile caselor cu sânge unor miei sacrificați de Paște, atât pe cei doi ușori (mezuzot), cât și pe buiandrug, aceasta, pentru a fi scutiți de plagă. 
În literatura religioasă halahică, cuvântul mezuza desemnează atât ușorii cât și, prin metonimie, obiectul de cult fixat pe unul din ușori.

## Porunca fixării mezuzei și cauzele ei

### Sursa poruncii
Porunca fixării mezuzei este scrisă în Cartea Dvarim - Deuteronom 6, 6...9 
„Cuvintele acestea, pe care ți le spun eu astăzi, să le ai în inima ta și în sufletul tău....Să le scrii pe ușorii casei tale și pe porțile tale”
și tot în Deuteronom 11, 18...20
„Puneți dar aceste cuvinte ale mele în inima voastră și în sufletul vostru;...Să le scrieți pe ușorii caselor voastre și pe porțile voastre”
Porunca scrierii „acelor cuvinte” fiind explicită, pericopele respective din Deuteronom 6,4-9 și 1„1, 13-21, sunt cele scrise pe pergamentul din mezuză. 

### În Midrash
Învățații talmudiști au apreciat foarte mult respectarea poruncii fixării mezuzei, unii afirmând că cine poartă filacterii - tefilin, de asemenea și talit cu tzitzit, și fixează mezuza la poartă, este considerat ca lipsit de păcate. 
(Talmudul Babilonean, tratatul Menahot 43), deoarece pericopele din mezuza reprezintă o permanentă aducere aminte despre unicitatea lui Dumnezeu si teama de Dumnezeu. Învățații au văzut în aplicarea  acestei porunci una din semnele principale de identitate ale evreului, alături de punerea de filacterii și purtarea de tzitzit. (Talmudul Babilonean, Menahot, 43,72)
Casa pe a cărei poartă are mezuza, este ca și cum ar fi păzită afară de însuși Dumnezeu. 
În schimb, cine nu fixează mezuza la poarta lui, este excomunicat în cer. (Talmudul babilonean, Tratatul Pesahim 113)

### Mezuza ca pavăză

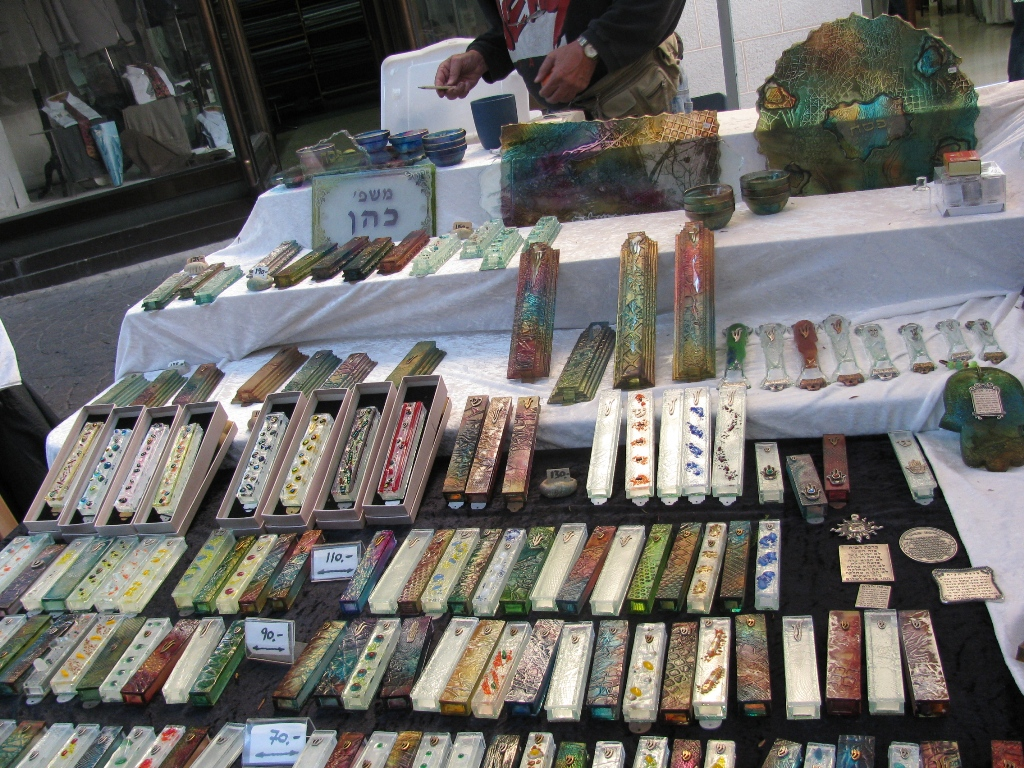
Mezuze de diverse culori la un stand de artiști pe strada Nahlat Binyamin din Tel Aviv

Pentru unii învățați (hahamim, "hazal") ai iudaismului mezuza are însușiri magice, apărând de necazuri. În Tratatul Pea din Talmudul palestinian (ierusalimitean) se povestește cum Rabi Yehuda Hanassí a primit în dar de la regele part Artaban
un mărgăritar, și ca să se revanșeze, i-a trimis acestuia o mezuză, spunând „Mi-ai trimis un obiect pe care îl păzesc, în schimb eu ți-am trimis un obiect care  te păzește el pe tine, și atunci când dormi”. 
De asemenea in Tratatul Avoda zara 11,1, din Talmudul Babilonean stă scris ca învățatul Onkelos a spus trimișilor împăratului Adrian, veniți să-l aresteze, atunci când l-au întrebat pentru ce sărută mezuza: „După obiceiul lumii, regele carne și oase stă înăuntru, iar robii săi îl păzesc din afară, iar Dumnezeu (Cel Sfânt Binecuvântat) - robii săi stau înăuntru, iar El îi păzește din afară.” Citate asemănătoare se pot găsi și în tratatul Menahot 33,2 , tot din Talmudul Babilonean.
În cartea Zohar din Cabala la Pericopa Vaethanan se spune că mezuza îl păzește pe om, din toate părțile, dinăuntru și dinafară, cu alte cuvinte, mezuza ocrotește sufletul de instinctul cel rău - yetzer hara -  și păzește corpul de orice necaz.
Tur (rabinul Yaacov Ben Asher) și Codul iudaismului Shulhan Aruh s-au referit, de asemenea, l acest subiect, dar au subliniat ca porunca fixării mezuzei nu se aplică din cauza virtuții ei de a apăra de necazuri, ci din cauza ca aceasta așa a poruncit Dumnezeu.  
Maimonide (rabinul Moshe Ben Maimon sau Rambam) a criticat cu asprime pe cei care înscriu în mezuze nume de îngeri protectori. În Hilhot Mezuza capitolul 5 el notează:
Însă cei care înscriu înăuntru nume de îngeri sau nume de sfinți, sau vreun verset (suplimentar n.n) sau peceți, aceștia nu vor avea parte de viața de apoi.Aceasta fiindcă ei fac dintr-o poruncă mare, legată de unicitatea lui Dumnezeu, iubirea și munca lui, un amulet (kaméa)
Când dr Garrett Reisman, cel dintâi cosmonaut evreu, a plecat spre stația spațială internațională care înconjură Pământul și a ajuns la aceasta la bordul navetei spațiale Endeavour, el s-a grăbit să fixeze o mezuză la intrarea în cabina în care a dormit. 
În cercurile tradiționaliste evreiești există obiceiul ca, în caz de mari necazuri ca de pildă o boală grea sau faliment financiar și pierderea sursei de venituri, să se verifice calitatea mezuzelor din casă, dacă nu cumva ele nu sunt valabile din cauza unui defect, ca de pildă, erori în scrierea textelor, umezeală etc. Dacă se adeverește existența unui astfel de defecțiune se  procedează, de îndată, la înlocuirea sau repararea mezuzei.

## Confecționarea mezuzei

### Alcătuirea mezuzei
Mezuza constă dintr-o foaie de pergament, pe care sunt scrise cu litere după tipicul scribilor evrei - sofrey stam  - două pericope din textul Scripturii biblice (Vechiul Testament). Acestea cuprind poruncile biblice cu privire la mezuze: „Shma Israel”, în care este amintită porunca unicității lul Dumnezeu și a iubirii de Dumnezeu. și „Vehaya im shamoa”, în care este menționat principiul răsplății ca urmare a împlinirii poruncilor.  
În zilele noastre se practică răsucirea pergamentului pe care sunt scrise textele pericopelor, apoi acesta este acoperit cu fâșii de nylon pentru a fi protejat, și apoi este introdus în casa (cutia) mezuzei, care este confecționată din materiale diverse, ca de pilda plastic (uneori plastic transparent), metal,  sau lemn. Lungimea mezuzei poate fi diferită, fără o limită anumită, dar în zilele noastre se obișnuiește să aibă lungimea de 10-12 cm. Totuși, mezuza cu o foaie de pergament mică necesită o caligrafiere cu litere mai mici, care au riscul de a se șterge mai ușor și de a duce la descalificarea ei și de aceea se preferă o lungime mai mare.